# 布拉托柳比夫卡 (洛佐瓦區)
48°56′5″N 36°26′17″E / 48.93472°N 36.43806°E
布拉托柳比夫卡（烏克蘭語：Братолюбівка）是位於烏克蘭東部的村莊，由哈爾科夫州洛佐瓦區的洛佐瓦市鎮負責管轄。該村距離亞基米夫卡2公里，始建於1890年，面積0.25平方公里，海拔高度133米，2001年人口61。